# Адольф Штрекер
Адольф Штрекер (нім. Adolph Friedrich Ludwig Strecker; 21 жовтня 1822, Дармштадт — 7 листопада 1871, Вюрцбург) — німецький хімік-органік.

## Біографія
Адольф Штрекер навчався в Гіссенський університет, який закінчив в (1842); працював учителем у гімназії Дармштадта. В 1846 повернувся до  Гіссенського університету де працював асистентом Ю. Лібіха, там і захистив докторську дисертацію (1848). З 1851 — професор університету в Крістіанії (нині Осло), з 1860 — Тюбінгенського, з 1871 — Вюрцбурзького університету.

## Наукова робота
Більшість робіт присвячені синтезу та дослідженню природних органічних сполук. Виділив (1848) з жовчі таурохолеву кислоту та таурин. Запропонував (1850) спосіб отримання α-амінокислот з альдегідів, синильної кислоти та аміаку (реакція Штреккера), отримав молочну кислоту з аланіну та гліколеву кислоту з глікоколю  і показав, що при дії азотистої кислоти на амінокислоти утворюються гідрокислоти. Отримав амідини (1857) нагріванням амідів у струмі хлороводню  і гуанідин (1861) дією бертолетової солі та соляної кислоти на гуанін. Розробив (1868) метод отримання алкансульфокислот алкілуванням сульфітів алкілгалогенідами (Штреккерівське алкіловане сульфітів).
В 1859 опублікував роботу «Теорія і практика визначення атомних ваг» , в якій детально розробив диференціальну систему хімічних елементів, що описує закономірності у зміні їх атомних мас. Ідею диференціальної систематизації, засновану на наявності у хімічних елементів співвідношень, подібних до тих, що виявляються в гомологічних рядах органічних сполук, запропонували М.М. Петтенкофер (1850) та Ж. Б. Дюма (1851). Зазначені Штрекер закономірності у зміні атомних мас стали важливою передумовою для створення періодичної системи хімічних елементів .
Автор неодноразово перевидаваних підручників "Kurzes Lehrbuch der Chemie" (1851) і "Kurzes Lehrbuch der Organischen Chemie" (1853).